# Friederike Becht
Friederike Becht (Bad Bergzabern, 14 ottobre 1986) è un'attrice tedesca.

## Biografia
Ha partecipato al film The Reader (2008) di Stephen Daldry dove ha recitato la parte di Angela Berg.
Nel 2014 ha lavorato con Giulio Ricciarelli per la realizzazione del film Il labirinto del silenzio, in cui ha interpretato la parte di Marlene.

## Filmografia

### Cinema
- The Reader, regia di Stephen Daldry (2008)
- Il labirinto del silenzio (Im Labyrinth des Schweigens), regia di Giulio Ricciarelli (2014)

### Televisione
- Profumo (Parfum) - serie televisiva (2018)
- The Same Sky (Der gleiche Himmel) - miniserie televisiva  (2017)

## Premi
- 2007: Nominata migliore attrice giovanile da Teatri oggi (Tekla in Wallenstein, regia di Peter Stein)
- 2014: Bochum Theatre Award nella categoria juniores
- 2015: Ulrich-Wildgruber-Preis